# Akatalasie
Die Akatalasie, Akatalasämie, Katalase-Defizienz, Takahara-Krankheit oder Anenzymia catalasea ist eine autosomal-rezessive peroxisomale Störung, welche von einem Fehlen des Enzyms Katalase hervorgerufen wird.

## Symptome, Ursache und Häufigkeit
Die Störung ist relativ gutartig, obwohl sie die Häufigkeit für parodontale Entzündungen erhöht und in seltenen Fällen auch zu Gangrän führen kann.
Das Auftreten der Akatalasie ist oft ein Ergebnis einer Mutation im CAT-Gen, welches für das Enzym Katalase steht.
Forscher schätzen, dass etwa jede 12.500ste in Japan und jede 20.000ste Person in Ungarn und in der Schweiz betroffen ist.

## Geschichte
Im Jahr 1948 dokumentierte Shigeo Takahara als erster die Krankheit, nachdem er einen Patienten mit einem oralen Ulcus untersucht hatte. Aufgefallen war die Krankheit, nachdem er Wasserstoffperoxid auf die befallene Stelle gesprüht hatte und kein Sauerstoff aufgrund der fehlenden Katalase entstanden war.

## Akatalasämie bei Tieren
Eine vergleichbare Erkrankung kommt auch bei der Hunderasse Beagle vor. Auch sie entsteht durch eine Mutation an der Position 979 des CAT-Gens, bei der Guanin durch Adenin ersetzt wird, was zu einem Katalasedefekt auf den Erythrozyten führt. Beim Hund dominieren ebenfalls schwere Paradontalerkrankungen, die bereits im frühen Alter auftreten, das klinische Bild. Für die Erkrankung existiert ein Gentest. Therapeutisch sind die Extraktion schwer betroffener Zähne, Antibiotika und Mundhygiene möglich. Die Erkrankung kann aber nicht geheilt werden.